# 無変調
無変調（むへんちょう）とは、変調、すなわち情報を記録・伝送するにあたり、情報および記録・伝送媒体の性質に応じて最適な電気信号に変換する操作が全く行われないことを示すが、放送事故においては、何らかの理由により、その予定された放送時間内において、放送電波に予定された映像（動画像）・音声などの情報が全く乗せられず、搬送波（キャリア）のみが放送される状態になったことを示す。英語では  Dead air などという。なお、電気的に不完全なかたち（映像正常、音声レベルが低いなど）で放送される状態となった場合には、「変調異常」という事故形態に分類される。

## 悪影響
無変調の電波を送信する通信局が存在すると、その電波到達範囲にある、同じ周波数を用いる他の通信が妨害される。

その電波強度が強い場合、相対的に弱い電波強度で通信を行う他の通信局は無音状態となり、一切の通信を行う事が出来なくなる。

## 回避方法
無変調の電波の送信により通信を妨害された場合は直ちに通報する。

通信に使用する周波数を変更して無変調の電波を避ける。